# Булыгина, Ирина Иосифовна
Ирина Иосифовна Булыгина (Шамчонок) (бел. Ірына Іосіфаўна Булыгіна; 21 июля 1967, Минск, Белорусская ССР, СССР) — белорусская футболистка, игрок ЖФК «Электроника» (Минск), «Интер» (Минск); футбольный тренер. С января 2014 года тренер-преподаватель Республиканского Государственного Училища Олимпийского Резерва (РГУОР).

## Биография
В детстве занималась многими видами спорта сразу. В 16 лет стала серьезно заниматься лыжными гонками. В составе сборной общества «Трудовые резервы» участвовала в различных республиканских соревнованиях. Кандидат в мастера спорта по лыжным гонкам. Неоднократно вызывалась в сборную БССР. При этом не упускала возможность поиграть в футбол. И так вышло что в 1989 году, бросив лыжные гонки, оказалась в женском футбольном клубе «Электроника».

### Клубная карьера
С 1989 по 1996 года играла в женских футбольных командах «Электроника» (Минск), «Интер» (Минск).
В 1996 году завершила игровую карьеру.

### Тренерская карьера
В 1999 году закончила АФВиС (современное название — БГУФК); тренер по футболу.
С 1999 по 2005 — тренер-преподаватель по женскому футболу ДЮСШ «Мотор».
С 2005 по 2007 — тренер-преподаватель Республиканского центра олимпийской подготовки (РЦОП) по футболу БГУ.
С 2007 по 2010 — главный тренер женской молодежной сборной команды Республики Беларусь по футболу (WU-19).
С 2008 по декабрь 2012 — главный тренер женской футбольной команды «Минчанка-БГПУ» (с 2011 «Минчанка-БГПУ» переименована в ФК «Минск»).
С 2013 по 2018 — главный тренер сборной команды Республики Беларусь (девочки 1999-2000 г.р.) (АБФФ).
С сентября 2014 — Республиканское Государственное Училище Олимпийского Резерва (РГУОР)  г. Минск, тренер-преподаватель.
С 2015 по 2019 — член Исполкома АБФФ.

## Достижения

### Как игрок
Чемпионат Белоруссии по футболу среди женщин
- Бронзовый призёр: 1993

Женский Кубок Белоруссии по футболу
- Финалист: 1994

### Как тренер
Чемпионат Белоруссии по футболу среди женщин
- Бронзовый призёр: 2011 (ФК «Минск»)
- Серебряный призёр: 2012 (ФК «Минск»)
- Бронзовый призёр: 2017 (РГУОР 1999-2000 г.р.)
- Серебряный призёр: 2018 (РГУОР)

Женский Кубок Белоруссии по футболу
- Обладатель: 2011 (ФК «Минск»)
- Финалист: 2012 (ФК «Минск»)
- Финалист: 2018 (РГУОР)

Молодёжное первенство Республики Беларусь среди девушек
- Серебряный призёр: 2014 (РГУОР)
- Обладатель: 2015, 2016, 2017, 2018 (РГУОР)

Чемпионат Европы по футболу (девушки до 17 лет)
- восьмое место: 2016